# Estrima Birò
Birò è un veicolo elettrico a quattro ruote e a due posti affiancati, prodotto e distribuito dall'azienda italiana Estrima con sede a Pordenone.
Per la legislazione italiana rientra nella categoria dei quadricicli leggeri per il trasporto di persone. Come tale la sua velocità massima è di 45 km/h e può essere condotto a 14 anni con patente di classe AM.

## Produzione
L'azienda Estrima è stata fondata a Pordenone nel 2008 con l'obiettivo di progettare e produrre veicoli elettrici di dimensioni contenute.
Nel giugno del 2009 viene avviata la produzione di serie del primo modello, la Birò, assemblato negli stabilimenti della ditta di famiglia, precedentemente specializzata nella costruzione per conto terzi di cabine per macchinari d'opera.
Tra 2010 e il 2011 la Birò diventa il veicolo elettrico più immatricolato in Italia tra tutte le categorie a 2, 3 e 4 ruote.

## Caratteristiche

### Design interno ed esterno
Nel 2010 Birò è stato il quadriciclo elettrico più piccolo in commercio, avendo una larghezza di 103 cm ed una lunghezza di 174 cm. Il veicolo presenta tettuccio e vetro posteriore apribili, alcuni vani portaoggetti, poggiatesta e braccioli. La struttura di sicurezza è realizzata con un tubolare d'acciaio di 3 mm a vista che costituisce la cellula protettiva per conducente e passeggero.

### Caratteristiche tecniche
Birò è caratterizzato da un baricentro molto basso con lo scopo di migliorare la stabilità e la tenuta di strada.
All'interno delle ruote posteriori sono alloggiati i due motori elettrici brushless in grado di sviluppare una potenza complessiva di 4 kW, limite di legge per i quadricicli leggeri in Italia.
Nel veicolo è possibile montare batterie agli ioni di litio o batterie al piombo. Le batterie al piombo di cui era dotato inizialmente il mezzo erano 4 da 100Ah, per un totale di 2400 Wh e per un peso di circa 125 kg; le batterie al piombo consentono di ricaricare completamente il veicolo in circa 5 ore.
Le batterie al litio sono divise in 2 taglie, in base al chilometraggio percorribile con una sola ricarica, ovvero 40 o 70 km (dichiarati dalla casa e variabili in funzione di temperatura, stile di guida, tipologia di percorrenza e peso). La ricarica completa richiede rispettivamente 4 e 6 ore, ed è effettuabile in entrambi i casi collegando la spina Schuko ad un normale impianto domestico da 3 kW.
A fine giugno 2013 Estrima ha presentato una nuova batteria rimovibile che prende il nome di Re-Move, che si può trasportare con un apposito trolley incorporato fino a una presa di corrente domestica. L'accumulatore, che pesa 26 kg, è sistemato nella parte posteriore del veicolo e scorre su un binario sul quale può essere trascinato grazie ad una maniglia telescopica analoga a quella dei normali trolley.

### Consumi
Il consumo medio di energia del Birò è stimato in 7,4 kWh / 100 km.